# Massicus suffusus
Massicus suffusus là một loài bọ cánh cứng trong họ Cerambycidae.